# Phellinus tawhai
Phellinus tawhai är en svampart som först beskrevs av Gordon Herriot Cunningham, och fick sitt nu gällande namn av Gordon Herriot Cunningham 1965. Phellinus tawhai ingår i släktet Phellinus och familjen Hymenochaetaceae.   Inga underarter finns listade i Catalogue of Life.